# Берег Данко

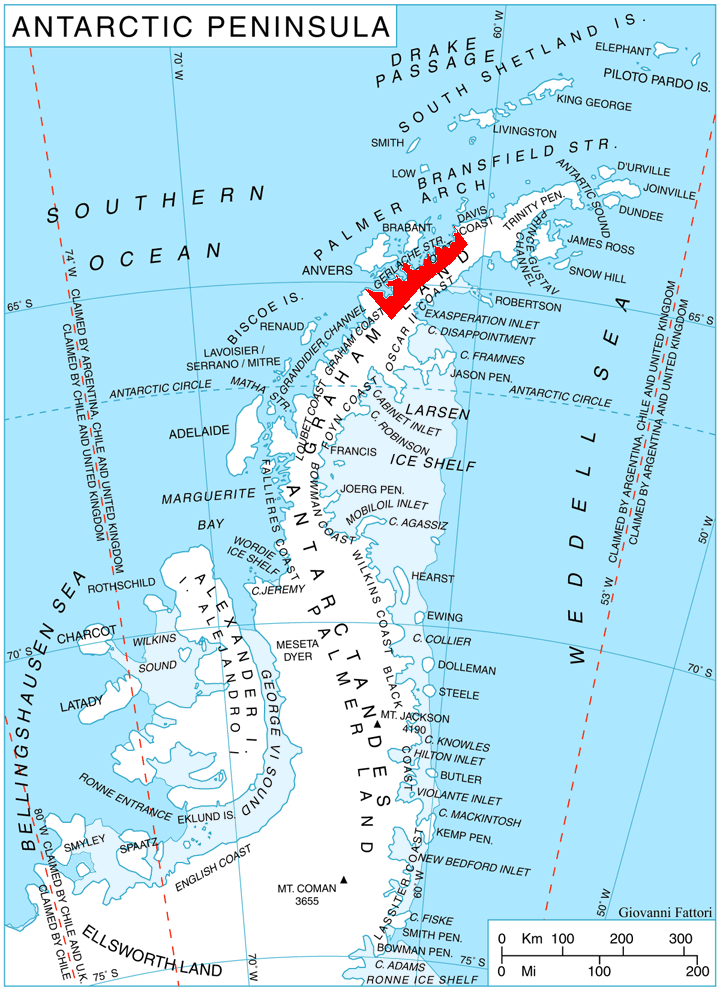
побережья Данко на Антарктическом полуострове.

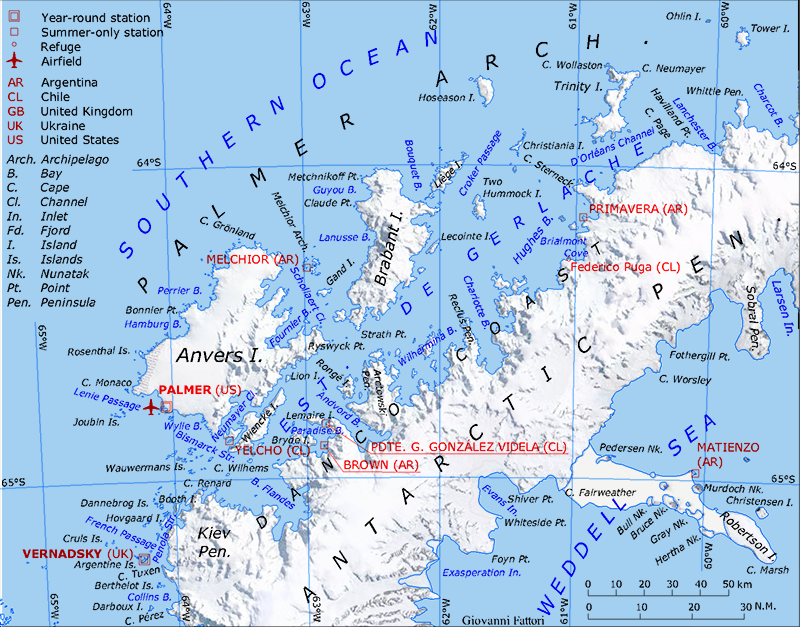
Карта побережья Данко, Картографическая база: Антарктическая цифровая база данных. www.add.scar.org/

Берег Данко (64°42′ ю. ш. 62°00′ з. д.) — часть западного побережья Антарктического полуострова между мысом Штернек и мысом Ренар. Побережье граничит с проливом Агирре, который отделяет его от острова Лемэр.

## История исследования
Это побережье было исследовано в январе и феврале 1898 года Бельгийской антарктической экспедицией под руководством Адриана де Жерлаша, который назвал его в честь лейтенанта Эмиля Данко, погибшего во время экспедиции.

## Геология
Тектонический блок побережья Данко включает верхнепермско-триасовую группу, состоящую из более чем 1000 м метатурбидитов, сложенных во время гондванского орогенеза. Эта группа перекрывается нижнемеловой вулканической группой, содержащей до 2000 м базальтовых и андезитовых лав, туфов и агломератов, которые в третичное время были складчатыми и разломными. Эти две группы были интрузивными берриас-сеноманскими гранитами и силлами габбро андской интрузивной свиты. Система гипабизальных даек, внедрившихся в позднем меловом или третичном периоде.